# Daviks kommun
Daviks kommun (norska: Davik kommune) var en kommun i Sogn og Fjordane fylke i västra Norge. Kommunen omfattade den östra delen av nuvarande Bremangers kommun samt ett område i den norra delen av nuvarande Kinns kommun (södra delen av den tidigare kommunen Vågsøy) och ett område i den mellersta delen av nuvarande Stads kommun (västra delen av den tidigare kommunen Eid). Byn Davik utgjorde kommunens centralort.

## Administrativ historik
Daviks kommun upprättades den 1 januari 1838 (som Davigen formannskapsdistrikt) när Formannskapslovene från 1837 trädde i kraft.
Den 1 januari 1913 överfördes ett mindre bebott område (med tre invånare) från Daviks kommun till Gloppens kommun.
Den 1 januari 1964 upplöstes kommunen och delades i tre. Området söder om Nordfjorden med öar, förutom Husevågøy, Grindøy, Gangsøy och Risøy (med 1 567 invånare) fördes till Bremangers kommun medan öarna Husevågøy, Grindøy, Gangsøy och Risøy samt området norr om Nordfjorden väster om Levdal (med 1 216 invånare) fördes, tillsammans med kommunerna Nord-Vågsøy och Sør-Vågsøy samt en del av Selje kommun, till Vågsøy kommun (sedan den 1 januari 2020 en del av Kinns kommun) samtidigt som området norr om Nordfjorden från och med Levdal och österut (med 654 invånare) fördes, tillsammans med en del av Hornindals kommun, till Eids kommun (sedan den 1 januari 2020 en del av Stads kommun). Kommunen hade vid delningen totalt 3 437 invånare.